# Félix Éloin

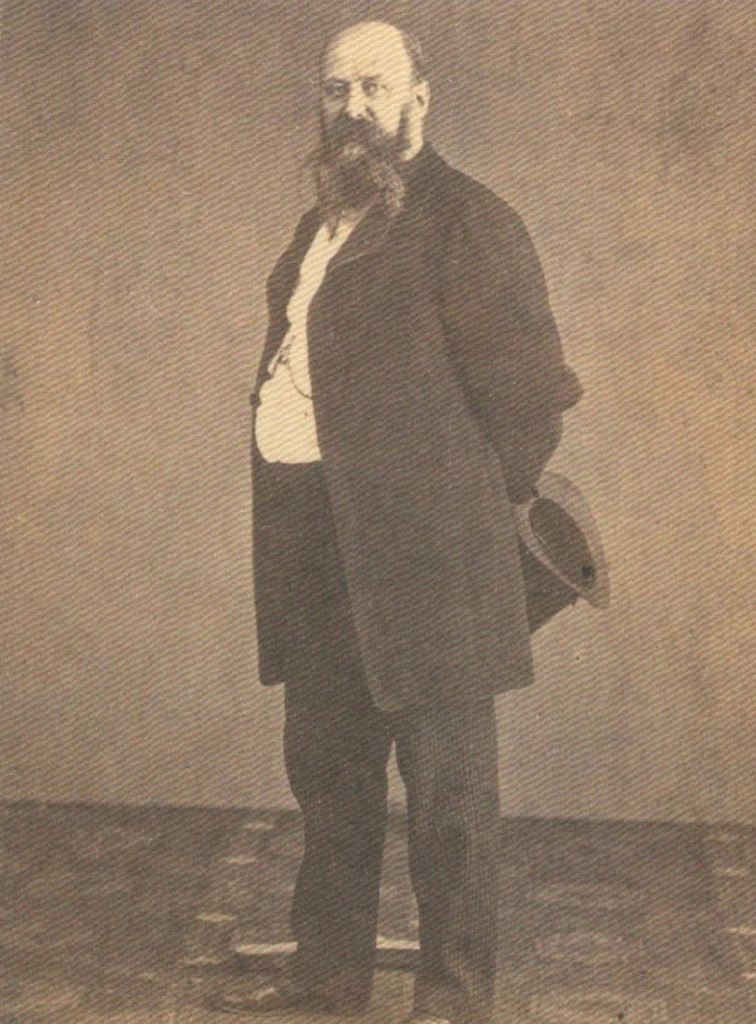
Portretfoto ca. 1864

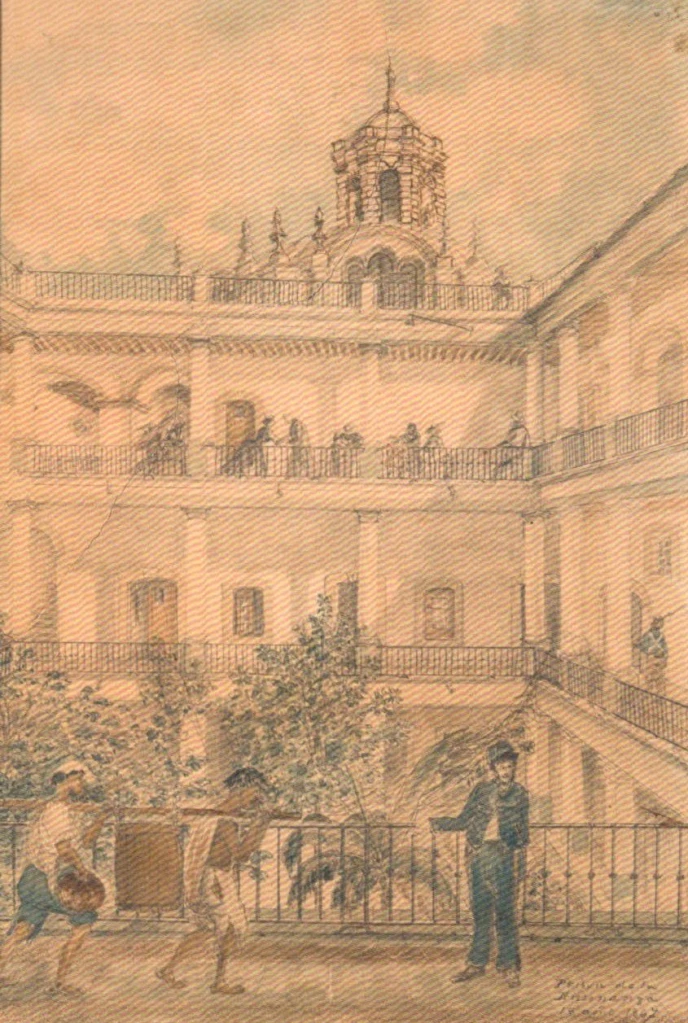
Tekening door Éloin van zijn Mexicaanse gevangenis (1867)

Édouard Joseph Félix Éloin (Namen, 18 maart 1819 – Elsene, 11 februari 1888) was een Belgisch mijningenieur in dienst van Leopold II en van keizer Maximiliaan van Mexico.

## Leven
Éloin was een Namenaar die in 1845 mee de Société archéologique de Namur oprichtte. In 1856 behaalde hij het brevet van onder-ingenieur des mijnen aan de École des Mines van Luik. Dankzij de bescherming van minister van Oorlog Pierre Chazal trad hij in dienst van het hof van koning Leopold I. Samen met de marineofficier Jules-Achille Michel werd hij in 1861 als koninklijk commissaris naar Oceanië gestuurd om Pacifische eilanden te koloniseren, maar dit draaide uit op niets. 
In 1864 werd Éloin de persoonlijke secretaris van aartshertog Maximiliaan van Oostenrijk, toen deze de Mexicaanse keizerskroon aannam. Als behartiger van de Belgische invloed werd hij door Maximiliaan tot staatsraad benoemd. Hij werd gezien als anti-Frans en antiklerikaal. In 1865 en in 1866 stuurde Maximiliaan hem naar Europa om grotere militaire steun te bekomen van Leopold II en van keizer Napoleon III, doch zonder succes. Toen de troepen van Benito Juárez in 1867 komaf maakten met het keizerrijk, werd Éloin gevangen genomen en tot vier jaar cel veroordeeld. Onder diplomatieke druk kwam hij in november 1867 vrij.
Terug in België werd Éloin lid van de reddersmaatschappij (Société royale et centrale des sauveteurs de Belgique). Tijdens de Frans-Duitse Oorlog leidde hij in Saarbrücken het eerste veldhospitaal van het Belgische Rode Kruis. Hij stierf in 1888 tijdens een chirurgische ingreep.

## Voetnoten
1. ↑  Paul Vaute, L’homme du roi dans l’aventure mexicaine, Le passé belge, 30 januari 2025